# Connecticut Sun 2004
La stagione 2004 delle Connecticut Sun fu la 6ª nella WNBA per la franchigia.
Le Connecticut Sun vinsero la Eastern Conference con un record di 18-16. Nei play-off vinsero la semifinale di conference con le Washington Mystics (2-1), la finale di conference con le New York Liberty (2-0), perdendo poi la finale WNBA con le Seattle Storm (2-1).

## Roster
| N° | Naz.                   | Ruolo | Sportivo            | Anno | Alt. | Peso |
| -- | ---------------------- | ----- | ------------------- | ---- | ---- | ---- |
| 3  | Stati Uniti (bandiera) | A     | Wendy Palmer        | 1974 | 188  | 75   |
| 11 | Stati Uniti (bandiera) | C     | Taj McWilliams      | 1970 | 191  | 83   |
| 13 | Stati Uniti (bandiera) | G     | Lindsay Whalen      | 1982 | 173  | 68   |
| 12 | Stati Uniti (bandiera) | G     | Candace Futrell     | 1982 | 178  | 70   |
| 15 | Stati Uniti (bandiera) | A     | Asjha Jones         | 1980 | 188  | 90   |
| 22 | Stati Uniti (bandiera) | A     | Jessica Brungo      | 1982 | 185  | 75   |
| 24 | Stati Uniti (bandiera) | G     | Debbie Black        | 1966 | 160  | 56   |
| 32 | Stati Uniti (bandiera) | GA    | Katie Douglas       | 1979 | 185  | 75   |
| 34 | Stati Uniti (bandiera) | G     | Jennifer Derevjanik | 1982 | 178  | 64   |
| 42 | Stati Uniti (bandiera) | G     | Nykesha Sales       | 1976 | 183  | 73   |
| 43 | Stati Uniti (bandiera) | A     | Le'coe Willingham   | 1981 | 183  | 91   |

## Staff tecnico
- Allenatore: Mike Thibault
- Vice-allenatori: Bernadette Mattox, Scott Hawk
- Preparatore atletico: Georgia Fischer
- Preparatore fisico: Lisa Ciaravella